# Skee-Ball

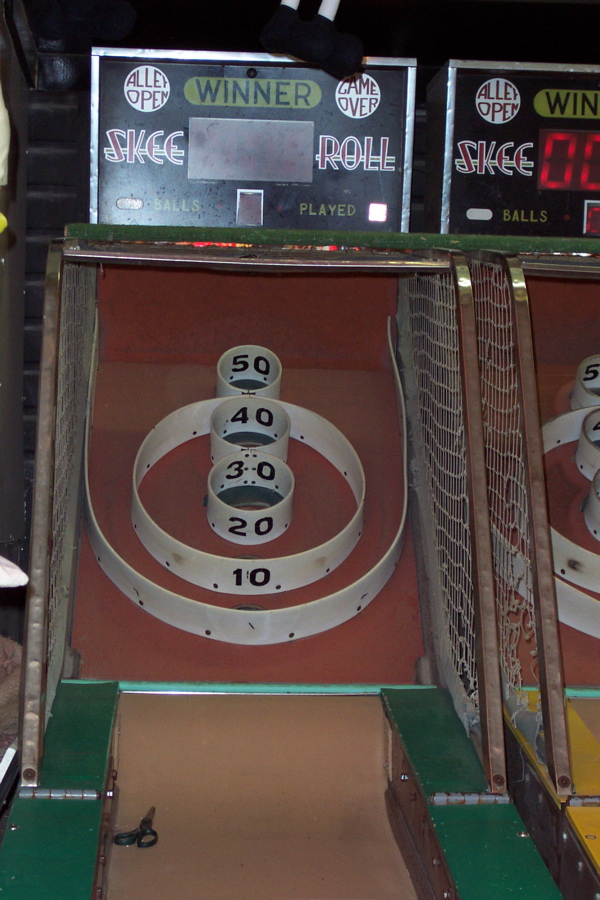
Um exemplo de máquina Skee-Ball. As máquinas mais tradicionais como esta não incluem os dois buracos adicionais de "100 pontos", localizados nos cantos superiores da máquina, em cada lado do buraco de "50 pontos".

Skee-Ball é um jogo de arcade e um dos primeiros jogos do estilo "redemption games" (jogos em que a habilidade recompensam o jogador proporcionalmente à sua pontuação no jogo). Skee-Ball é jogado rolando uma bola por uma pista inclinada para que ela acerte alvos com pontuações diferentes. O objetivo do jogo é coletar o máximo de pontos possível, fazendo com que a bola caia em buracos nos anéis que têm valores de pontos aumentando progressivamente.
O jogo foi patenteado em 1908 por Joseph Fourestier Simpson. Por volta da década de 1930, a National Skee-Ball Company organizou o primeiro torneio Skee-Ball nacional no Skee-Ball Stadium em Atlantic City. Os buracos usados no torneio eram mais curtos do que os que Simpson construíra. Mais de cem competidores se qualificaram para jogar no torneio. $ 2.400 em prêmios foram concedidos aos vencedores.
Atualmente o Skee-Ball é considerado um esporte social praticado em bares na América do Norte, com várias ligas formadas.